# Zabok
 Zabok  város és község Horvátországban Krapina-Zagorje megyében. Közigazgatásilag Bračak, Bregi Zabočki, Dubrava Zabočka, Grabrovec, Grdenci, Gubaševo, Hum Zabočki, Jakuševec Zabočki, Lug Zabočki, Martinišće, Pavlovec Zabočki, Prosenik Gubaševski, Prosenik Začretski, Repovec, Špičkovina és Tisanić Jarek tartozik hozzá.

## Fekvése
Zágrábtól 25 km-re északra Horvát Zagorje és a megye déli részén a Krapinica partján az A2-es autópálya mellett fekszik.

## Népessége
| 2021 | 8 656 |

## Története
Zabok neve 1335-ben szerepel először írott forrásban Károly Róbert király adománylevelében, melyben megparancsolja Mikcs bánnak,  hogy a Zabok nevű birtokot Nuzlin fia Péternek adja át, mivel annak korábbi Sámson nevű birtokosa utódok nélkül halt meg. Az adományt 1345-ben Lajos király is megerősítette és utódaik a 15. századtól a birtok neve után a Zaboky nevet vették fel. Ezek alapján bizonyos, hogy a család kapta a birtokról a nevét és nem fordítva, melyet az is megerősít, hogy a név egy ősi horvát szóból származik, mely jelentős folyó kanyarulatot jelöl. A település valóban a Krapinica nagy kanyarulatában helyezkedik el és a Szent Antal kápolna alatt állt a Zaboky család ősi fából épített kastélya. Az utódok közötti felosztások során később a birtok újabb kisebb részekre osztódott. Így keletkezett délen Gredice és keleten Prilesje, a mai Bračak falu. Az új tulajdonosok saját területükön újabb kúriákat emeltek. A család utolsó férfi tagja Boldizsár kezdte építtetni a Szent Ilona templomot a mai plébániatemplom elődjét, melyet 1639-ben említ először az egyházi vizitáció. Zabok plébániáját 1658-ban alapították meg. Zaboky Boldizsár 1660 körül bekövetkezett halála után a birtokot és a kegyuraságot Vojkffy Boldizsár kapta meg. Az 1775-ös nagy földrengésben a régi plébániatemplom olyan súlyos károkat szenvedett, hogy 1786-ban le kellett bontani. Vojkffy Zsigmond kezdte felépíttetni 1782-ben a mai helyén az új plébániatemplomot. Az 1792-ben  elhunyt kegyurat már a templomban temették el. Az építés 1805-ben fejeződött be és ezután a település központja a régi kastélyoktól fokozatosan a templom közelébe tevődött át melyhez hozzájárult a jobbágyok szabad költözködése és az utak kereszteződésének helyzete is. Így alakult ki a mai városközpont magja a 19. század második felében. Míg Zabok 1857-ben még kis településnek számított alig 300 lakosával, addig 1910-re a lakosság száma már megkétszereződött. A településnek 1857-ben 281, 1910-ben 600 lakosa volt. A templom előtt tér alakja a 19. század végén alakult ki. 1886-ban a települést elérte a vasút és felépült vasútállomása is. Trianonig Varasd vármegye Klanjeci járásához tartozott. A második világháború után megkezdődött az ipari fejlődés és alakosság száma 1948-ban már átlépte az ezer főt. Zabok 1993-ban városi rangot kapott. 2001-ben 2859 lakosa volt. 

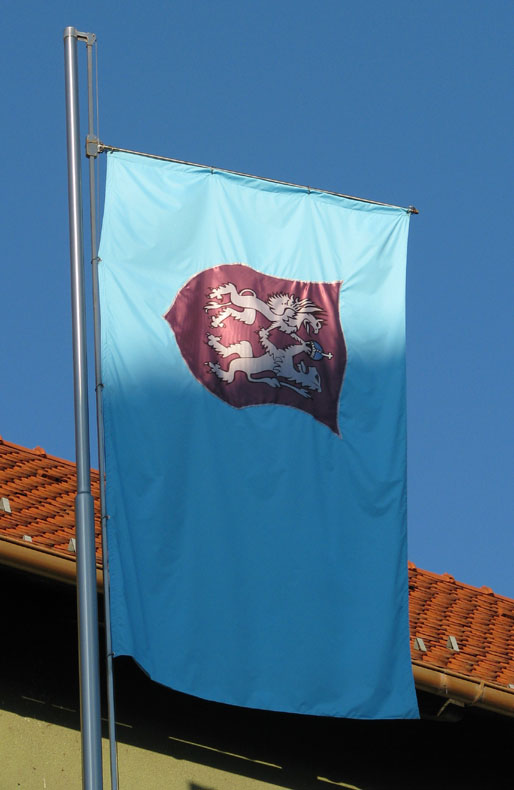
Zabok zászlaja

## Nevezetességei
Szent Ilona tiszteletére szentelt plébániatemploma 1782 és 1805 között épült. A homlokzat felett emelkedő harangtorony 1803-ban épült. A szentélyt már 1778-ban freskókkal díszítették, míg a templom többi részének festése csak 1878-ban készült el, Domenic d' Andrea alkotása. A plébániatemplom egyhajós épület, keskenyebb és alacsonyabb szentéllyel, amelyet keskeny apszis zár le. A szentély északi falának támaszkodva egyemeletes sekrestye áll. A főhomlokzat gazdagon díszített, kiemelkedő klasszicista portállal, pilaszterekkel, félköríves ablakokkal és szoborfülkékkel tagolt. A templom belsejét a 19. és a 20. század közötti átmenetre jellemző díszítőelemek ékesítik. A templom a barokk klasszicista stílus egyik legszebb példája a Zagorje területén, a fő portál pedig a horvátországi klasszicista portálok ritka és rendkívül magas színvonalú példája. A falu közepén, kissé emelkedett terepen található templom minden irányból jól látható.
Zaboktól északra egy dombon található az egyhajós, kora barokk stílusú Páduai Szent Antal-kápolna. A szűkebb és alacsonyabb szentélyű négyszögletes alaprajz egy régebbi középkori épületet sejtet, melyet a 17. században építettek át. A homlokzatot erős és masszív négyzet alakú harangtorony uralja, függőlegesen négy övre osztva. A templom berendezése a 19. század végéről vagy a 19. század elejéről származó neogótikus oltárokból áll. A bal oldali, Szent Flórián-oltár 1760-ból származik. A jobb oldali, Boldogságos Szűz Mária oltára 1770 körül épült. Az 1880-as földrengés után a kápolnát újjáépítették, és barokk orgonával rendelkező fa kórust kapott.
Zabok falu bejárata előtt egy domb lejtőjén található a Gredice-kastély. A Gubaš és Babić családok birtokában volt épületben élt és halt meg 1935-ben Ksaver Šandor Gjalski horvát író. Az egyemeletes, négyszögletes alaprajzú, nyeregtetős épület a birtok központi épülete volt, amely már a 18. század végén több melléképülettel, tóval és geometriai alakzatban rendezett kerttel rendelkezett. A vadgesztenye áléját a mai napig megőrizték. A felújítás során, amellyel az épületet a vendéglátóipari célokra alakították át, a földszint és az alagsor eredeti része megmaradt.